# Списак споменика културе у Сремском округу
Следи списак споменика културе у Сремском округу.
| ИД      | Слика                                                                            | Назив                                                                            | Адреса                                       | Координате                                     | Место                     | Градска општина | Општина           | Надлежни завод |
| ------- | -------------------------------------------------------------------------------- | -------------------------------------------------------------------------------- | -------------------------------------------- | ---------------------------------------------- | ------------------------- | --------------- | ----------------- | -------------- |
| СК 1021 | Црква Светог Николе (Стари Сланкамен)                                            | Црква Светог Николе (Стари Сланкамен)                                            |                                              | 45.140671°N 20.25801°E / 45.140671, 20.25801   | Стари Сланкамен           |                 | Инђија            | С. МИТРОВИЦА   |
| СК 1022 | Манастир Велика Ремета                                                           | Манастир Велика Ремета                                                           |                                              | 45.146453°N 19.920192°E / 45.146453, 19.920192 | Велика Ремета             |                 | Ириг              | С. МИТРОВИЦА   |
| СК 1023 | Манастир Врдник                                                                  | Манастир Врдник                                                                  |                                              | 45.12838°N 19.784466°E / 45.12838, 19.784466   | Врдник                    |                 | Ириг              | С. МИТРОВИЦА   |
| СК 1024 | Манастир Гргетег                                                                 | Манастир Гргетег                                                                 |                                              | 45.138007°N 19.902107°E / 45.138007, 19.902107 | Гргетег                   |                 | Ириг              | С. МИТРОВИЦА   |
| СК 1025 | Манастир Јазак                                                                   | Манастир Јазак                                                                   |                                              | 45.119114°N 19.765293°E / 45.119114, 19.765293 | Јазак                     |                 | Ириг              | С. МИТРОВИЦА   |
| СК 1026 | Манастир Мала Ремета                                                             | Манастир Мала Ремета                                                             |                                              | 45.110324°N 19.743203°E / 45.110324, 19.743203 | Мала Ремета               |                 | Ириг              | С. МИТРОВИЦА   |
| СК 1027 | Сретењска црква у Крушедолу                                                      | Сретењска црква у Крушедолу                                                      |                                              | 45.115737°N 19.9444°E / 45.115737, 19.9444     | Крушедол                  |                 | Ириг              | С. МИТРОВИЦА   |
| СК 1031 | Комплекс зграда са окућницом (Карловчић)                                         | Комплекс зграда са окућницом (Карловчић)                                         |                                              |                                                | Карловчић                 |                 | Пећинци           | С. МИТРОВИЦА   |
| СК 1032 | Сеоска кућа у Огару                                                              | Сеоска кућа у Огару                                                              |                                              |                                                | Огар                      |                 | Пећинци           | С. МИТРОВИЦА   |
| СК 1033 | Манастир Дивша (Ђипша)                                                           | Манастир Дивша (Ђипша)                                                           |                                              | 45.167803°N 19.483863°E / 45.167803, 19.483863 | Дивша                     |                 | Сремска Митровица | С. МИТРОВИЦА   |
| СК 1038 | Манастир Привина Глава                                                           | Манастир Привина Глава                                                           |                                              | 45.136509°N 19.298963°E / 45.136509, 19.298963 | Привина Глава             |                 | Шид               | С. МИТРОВИЦА   |
| СК 1040 | Манастир Крушедол                                                                | Манастир Крушедол                                                                |                                              | 45.119462°N 19.939959°E / 45.119462, 19.939959 | Крушедол                  |                 | Ириг              | С. МИТРОВИЦА   |
| СК 1041 | Манастир Ново Хопово                                                             | Манастир Ново Хопово                                                             |                                              | 45.128228°N 19.84621°E / 45.128228, 19.84621   | Ириг                      |                 | Ириг              | С. МИТРОВИЦА   |
| СК 1042 | Манастир Старо Хопово                                                            | Манастир Старо Хопово                                                            |                                              | 45.135411°N 19.858226°E / 45.135411, 19.858226 | Ириг                      |                 | Ириг              | С. МИТРОВИЦА   |
| СК 1044 | Црква Светог Луке у Купинову                                                     | Црква Светог Луке у Купинову                                                     |                                              | 44.698494°N 20.037085°E / 44.698494, 20.037085 | Купиново                  |                 | Пећинци           | С. МИТРОВИЦА   |
| СК 1045 | Манастир Кувеждин                                                                | Манастир Кувеждин                                                                |                                              | 45.127222°N 19.51117°E / 45.127222, 19.51117   | Кувеждин                  |                 | Сремска Митровица | С. МИТРОВИЦА   |
| СК 1046 | Манастир Петковица                                                               | Манастир Петковица                                                               |                                              | 45.126048°N 19.533216°E / 45.126048, 19.533216 | Сремска Митровица         |                 | Сремска Митровица | С. МИТРОВИЦА   |
| СК 1047 | Српска православна црква Св. Стефана                                             | Српска православна црква Св. Стефана                                             | Музејска 2                                   | 44.968893°N 19.602178°E / 44.968893, 19.602178 | Сремска Митровица         |                 | Сремска Митровица | С. МИТРОВИЦА   |
| СК 1048 | Амбар са котобањом, Пазовачка 46 Голубинци                                       | Амбар са котобањом, Пазовачка 46 Голубинци                                       | Пазовачка 46                                 | 44.983059°N 20.071546°E / 44.983059, 20.071546 | Голубинци                 |                 | Стара Пазова      | С. МИТРОВИЦА   |
| СК 1049 | Амбар са котобањом, Пазовачка 42 Голубинци                                       | Амбар са котобањом, Пазовачка 42 Голубинци                                       | Пазовачка 42                                 | 44.983059°N 20.071546°E / 44.983059, 20.071546 | Голубинци                 |                 | Стара Пазова      | С. МИТРОВИЦА   |
| СК 1050 | Манастир Шишатовац                                                               | Манастир Шишатовац                                                               |                                              | 45.12511°N 19.551881°E / 45.12511, 19.551881   | Шишатовац                 |                 | Сремска Митровица | С. МИТРОВИЦА   |
| СК 1052 | Црква Светог Николе у Сибачу                                                     | Црква Светог Николе у Сибачу                                                     |                                              | 44.905937°N 19.931333°E / 44.905937, 19.931333 | Сибач                     |                 | Пећинци           | С. МИТРОВИЦА   |
| СК 1132 | Српска православна црква Светог Николе у Иригу                                   | Српска православна црква Светог Николе у Иригу                                   |                                              |                                                | Ириг                      |                 | Ириг              | С. МИТРОВИЦА   |
| СК 1140 | Војнограничарска зграда у Крчедину                                               | Војнограничарска зграда у Крчедину                                               |                                              |                                                | Крчедин                   |                 | Инђија            | С. МИТРОВИЦА   |
| СК 1153 | Остаци Горње и Доње тврђаве у Старом Сланкамену                                  | Остаци Горње и Доње тврђаве у Старом Сланкамену                                  |                                              | 45.145159°N 20.254304°E / 45.145159, 20.254304 | Стари Сланкамен           |                 | Инђија            | С. МИТРОВИЦА   |
| СК 1260 | Српска православна црква Светог Вазнесења у Дечу                                 | Српска православна црква Светог Вазнесења у Дечу                                 |                                              | 44.835513°N 20.114955°E / 44.835513, 20.114955 | Деч                       |                 | Пећинци           | С. МИТРОВИЦА   |
| СК 1261 | Амбар са котобањом у Ашањи                                                       | Амбар са котобањом у Ашањи                                                       | Ненадовићева 16                              | 44.756151°N 20.07349°E / 44.756151, 20.07349   | Ашања                     |                 | Пећинци           | С. МИТРОВИЦА   |
| СК 1262 | Српска православна црква Светих Арханђела Михаила и Гаврила у Брестачу           | Српска православна црква Светих Арханђела Михаила и Гаврила у Брестачу           |                                              | 44.86096°N 19.903106°E / 44.86096, 19.903106   | Брестач                   |                 | Пећинци           | С. МИТРОВИЦА   |
| СК 1263 | Српска православна црква Светог Николе у Карловчићу                              | Српска православна црква Светог Николе у Карловчићу                              |                                              | 44.824434°N 20.041888°E / 44.824434, 20.041888 | Карловчић                 |                 | Пећинци           | С. МИТРОВИЦА   |
| СК 1264 | Тврђава "Купиник" у Купинову                                                     | Тврђава "Купиник" у Купинову                                                     |                                              |                                                | Купиново                  |                 | Пећинци           | С. МИТРОВИЦА   |
| СК 1265 | Српска православна црква Светог Духа у Купинову                                  | Српска православна црква Светог Духа у Купинову                                  |                                              | 44.70246°N 20.044721°E / 44.70246, 20.044721   | Купиново                  |                 | Пећинци           | С. МИТРОВИЦА   |
| СК 1266 | Финансијска касарна у Купинову                                                   | Финансијска касарна у Купинову                                                   | Бранка Маџаревића 60                         |                                                | Купиново                  |                 | Пећинци           | С. МИТРОВИЦА   |
| СК 1267 | Амбар са котобањом, Савска 15 у Купинову                                         | Амбар са котобањом, Савска 15 у Купинову                                         | Савска 15                                    |                                                | Купиново                  |                 | Пећинци           | С. МИТРОВИЦА   |
| СК 1268 | Амбар са котобањом,Жике Маричића 17 у Купинову                                   | Амбар са котобањом,Жике Маричића 17 у Купинову                                   | Жике Маричића 17                             |                                                | Купиново                  |                 | Пећинци           | С. МИТРОВИЦА   |
| СК 1269 | Српска православна црква у Обрежу                                                | Српска православна црква у Обрежу                                                |                                              | 44.734693°N 19.970954°E / 44.734693, 19.970954 | Обреж (Пећинци)           |                 | Пећинци           | С. МИТРОВИЦА   |
| СК 1270 | Српска православна црква Светог Георгија у Попинцима                             | Српска православна црква Светог Георгија у Попинцима                             |                                              | 44.928076°N 20.006638°E / 44.928076, 20.006638 | Попинци                   |                 | Пећинци           | С. МИТРОВИЦА   |
| СК 1271 | Кућа у Ул. Фрушкогорској бр. 21 у Попинцима                                      | Кућа у Ул. Фрушкогорској бр. 21 у Попинцима                                      | Фрушкогорска 21                              | 44.929982°N 20.007196°E / 44.929982, 20.007196 | Попинци                   |                 | Пећинци           | С. МИТРОВИЦА   |
| СК 1272 | Српска православна црква Светог Николе у Прхову                                  | Српска православна црква Светог Николе у Прхову                                  |                                              | 44.881957°N 20.008988°E / 44.881957, 20.008988 | Прхово (Пећинци)          |                 | Пећинци           | С. МИТРОВИЦА   |
| СК 1273 | Сеоска кућа у Сибачу                                                             | Сеоска кућа у Сибачу                                                             |                                              |                                                | Сибач                     |                 | Пећинци           | С. МИТРОВИЦА   |
| СК 1274 | Српска православна црква Светог Јована Богослова у Сремским Михаљевцима          | Српска православна црква Светог Јована Богослова у Сремским Михаљевцима          |                                              | 44.8592°N 20.038845°E / 44.8592, 20.038845     | Сремски Михаљевци         |                 | Пећинци           | С. МИТРОВИЦА   |
| СК 1275 | Амбар са котобањом у Сремским Михаљевцима                                        | Амбар са котобањом у Сремским Михаљевцима                                        | Прховачка 54                                 | 44.859078°N 20.037686°E / 44.859078, 20.037686 | Сремски Михаљевци         |                 | Пећинци           | С. МИТРОВИЦА   |
| СК 1276 | Српска православна црква Рождества Светог Јована у Суботишту                     | Српска православна црква Рождества Светог Јована у Суботишту                     |                                              | 44.844079°N 19.95868°E / 44.844079, 19.95868   | Суботиште                 |                 | Пећинци           | С. МИТРОВИЦА   |
| СК 1277 | Српска православна црква Светог Николе у Шимановцима                             | Српска православна црква Светог Николе у Шимановцима                             |                                              | 44.874682°N 20.090193°E / 44.874682, 20.090193 | Шимановци                 |                 | Пећинци           | С. МИТРОВИЦА   |
| СК 1278 | Кућа Атанацковић Илије у Шимановцима                                             | Кућа Атанацковић Илије у Шимановцима                                             | Светог Николаја 2                            | 44.874408°N 20.089927°E / 44.874408, 20.089927 | Шимановци                 |                 | Пећинци           | С. МИТРОВИЦА   |
| СК 1279 | Српска православна црква Ваведења у Бешкој                                       | Српска православна црква Ваведења у Бешкој                                       | Кнеза Милоша                                 | 45.130272°N 20.067641°E / 45.130272, 20.067641 | Бешка                     |                 | Инђија            | С. МИТРОВИЦА   |
| СК 1280 | Српска православна црква Ваведења Богородице у Инђији                            | Српска православна црква Ваведења Богородице у Инђији                            | Цара Душана 6                                | 45.046966°N 20.078606°E / 45.046966, 20.078606 | Инђија                    |                 | Инђија            | С. МИТРОВИЦА   |
| СК 1281 | Римокатоличка црква Светог Петра у Инђији                                        | Римокатоличка црква Светог Петра у Инђији                                        | Војводе Степе 3                              | 45.048952°N 20.081288°E / 45.048952, 20.081288 | Инђија                    |                 | Инђија            | С. МИТРОВИЦА   |
| СК 1282 | Српска православна црква Светог Николе у Крчедину                                | Српска православна црква Светог Николе у Крчедину                                |                                              | 45.13993°N 20.133237°E / 45.13993, 20.133237   | Крчедин                   |                 | Инђија            | С. МИТРОВИЦА   |
| СК 1283 | Српска православна црква Светог Арханђела Гаврила у Буђановцима                  | Српска православна црква Светог Арханђела Гаврила у Буђановцима                  |                                              | 44.893907°N 19.864138°E / 44.893907, 19.864138 | Буђановци                 |                 | Рума              | С. МИТРОВИЦА   |
| СК 1284 | Српска православна црква Светог Саве у Марадику                                  | Српска православна црква Светог Саве у Марадику                                  |                                              | 45.103869°N 19.990626°E / 45.103869, 19.990626 | Марадик                   |                 | Инђија            | С. МИТРОВИЦА   |
| СК 1285 | Римокатоличка црква у Новом Сланкамену                                           | Римокатоличка црква у Новом Сланкамену                                           |                                              | 45.124413°N 20.23651°E / 45.124413, 20.23651   | Нови Сланкамен            |                 | Инђија            | С. МИТРОВИЦА   |
| СК 1286 | Родна кућа Ђорђа Натошевића                                                      | Родна кућа Ђорђа Натошевића                                                      | Натошевићева 18                              | 45.143089°N 20.257892°E / 45.143089, 20.257892 | Стари Сланкамен           |                 | Инђија            | С. МИТРОВИЦА   |
| СК 1287 | Пошаљи фотографију                                                               | Амбар са котобањом у Буђановцима                                                 | Небојше Јерковића 11                         | 44.893595°N 19.867162°E / 44.893595, 19.867162 | Буђановци                 |                 | Рума              | С. МИТРОВИЦА   |
| СК 1288 | Српска православна црква Светог Николе у Чортановцима                            | Српска православна црква Светог Николе у Чортановцима                            |                                              | 45.153444°N 20.01468°E / 45.153444, 20.01468   | Чортановци                |                 | Инђија            | С. МИТРОВИЦА   |
| СК 1289 | Врдничка кула                                                                    | Врдничка кула                                                                    |                                              |                                                | Врдник                    |                 | Ириг              | С. МИТРОВИЦА   |
| СК 1290 | Српска православна црква Светог Јована Претече у Врднику                         | Српска православна црква Светог Јована Претече у Врднику                         |                                              | 45.121082°N 19.793649°E / 45.121082, 19.793649 | Врдник                    |                 | Ириг              | С. МИТРОВИЦА   |
| СК 1291 | Кућа у којој је живела Милица Стојадиновић Српкиња у Врднику                     | Кућа у којој је живела Милица Стојадиновић Српкиња у Врднику                     | Раваничка 33                                 |                                                | Врдник                    |                 | Ириг              | С. МИТРОВИЦА   |
| СК 1292 | Термоцентрала рудника угља у Врднику                                             | Термоцентрала рудника угља у Врднику                                             |                                              |                                                | Врдник                    |                 | Ириг              | С. МИТРОВИЦА   |
| СК 1293 | Српска православна црква Успења Богородице у Иригу                               | Српска православна црква Успења Богородице у Иригу                               |                                              |                                                | Ириг                      |                 | Ириг              | С. МИТРОВИЦА   |
| СК 1294 | Српска православна црква Светог Николе у Јазаку                                  | Српска православна црква Светог Николе у Јазаку                                  |                                              | 45.104637°N 19.765143°E / 45.104637, 19.765143 | Јазак                     |                 | Ириг              | С. МИТРОВИЦА   |
| СК 1295 | Српска православна црква Светог Теодора Тирона у Иригу                           | Српска православна црква Светог Теодора Тирона у Иригу                           |                                              |                                                | Ириг                      |                 | Ириг              | С. МИТРОВИЦА   |
| СК 1296 | Српска православна црква Светог Николе у Нерадину                                | Српска православна црква Светог Николе у Нерадину                                |                                              | 45.11704°N 19.896872°E / 45.11704, 19.896872   | Нерадин                   |                 | Ириг              | С. МИТРОВИЦА   |
| СК 1297 | Воденица у Ривици                                                                | Воденица у Ривици                                                                |                                              |                                                | Ривица                    |                 | Ириг              | С. МИТРОВИЦА   |
| СК 1298 | Пошаљи фотографију                                                               | Српска православна црква Преображења у Шатринцима                                |                                              | 45.063412°N 19.920849°E / 45.063412, 19.920849 | Шатринци                  |                 | Ириг              | С. МИТРОВИЦА   |
| СК 1299 | Српска православна црква Светог Николе у Вогњу                                   | Српска православна црква Светог Николе у Вогњу                                   |                                              | 45.004106°N 19.755797°E / 45.004106, 19.755797 | Вогањ                     |                 | Рума              | С. МИТРОВИЦА   |
| СК 1300 | Српска православна црква Светог Николе у Добринцима                              | Српска православна црква Светог Николе у Добринцима                              |                                              | 44.953661°N 19.926794°E / 44.953661, 19.926794 | Добринци                  |                 | Рума              | С. МИТРОВИЦА   |
| СК 1301 | Српска православна црква Светог Николе у Доњим Петровцима                        | Српска православна црква Светог Николе у Доњим Петровцима                        |                                              | 44.966718°N 19.974087°E / 44.966718, 19.974087 | Доњи Петровци             |                 | Рума              | С. МИТРОВИЦА   |
| СК 1302 | Воденица у Доњим Петровцима                                                      | Воденица у Доњим Петровцима                                                      | Грађанска 43                                 |                                                | Доњи Петровци             |                 | Рума              | С. МИТРОВИЦА   |
| СК 1303 | Српска православна црква Светог Николе у Краљевцима                              | Српска православна црква Светог Николе у Краљевцима                              |                                              | 44.977982°N 19.883278°E / 44.977982, 19.883278 | Краљевци                  |                 | Рума              | С. МИТРОВИЦА   |
| СК 1304 | Српска православна црква Светог арханђела Гаврила у Платичеву                    | Српска православна црква Светог арханђела Гаврила у Платичеву                    |                                              |                                                | Платичево                 |                 | Рума              | С. МИТРОВИЦА   |
| СК 1305 | Српска православна црква Светог Вазнесења Господњег у Руми                       | Српска православна црква Светог Вазнесења Господњег у Руми                       |                                              | 45.005517°N 19.827873°E / 45.005517, 19.827873 | Рума                      |                 | Рума              | С. МИТРОВИЦА   |
| СК 1306 | Српска православна црква Св. Николе у Руми                                       | Српска православна црква Св. Николе у Руми                                       |                                              | 45.011707°N 19.830255°E / 45.011707, 19.830255 | Рума                      |                 | Рума              | С. МИТРОВИЦА   |
| СК 1307 | Српска православна црква Сошествија Светог Духа у Руми                           | Српска православна црква Сошествија Светог Духа у Руми                           |                                              | 45.008294°N 19.824742°E / 45.008294, 19.824742 | Рума                      |                 | Рума              | С. МИТРОВИЦА   |
| СК 1308 | Римокатоличка црква Уздизања Часног Крста у Руми                                 | Римокатоличка црква Уздизања Часног Крста у Руми                                 |                                              | 45.00749°N 19.823561°E / 45.00749, 19.823561   | Рума                      |                 | Рума              | С. МИТРОВИЦА   |
| СК 1309 | Зграда музеја у Руми                                                             | Зграда музеја у Руми                                                             | Главна 182                                   | 45.007865°N 19.823879°E / 45.007865, 19.823879 | Рума                      |                 | Рума              | С. МИТРОВИЦА   |
| СК 1310 | Фишеров салаш у Руми                                                             | Фишеров салаш у Руми                                                             | на путу Рума-Јарак                           |                                                | Рума                      |                 | Рума              | С. МИТРОВИЦА   |
| СК 1311 | Српска православна црква Светог Николе у Стејановцима                            | Српска православна црква Светог Николе у Стејановцима                            |                                              | 45.057789°N 19.723129°E / 45.057789, 19.723129 | Стејановци                |                 | Рума              | С. МИТРОВИЦА   |
| СК 1312 | Римокатоличка црква Светог Климента у Хртковцима                                 | Римокатоличка црква Светог Климента у Хртковцима                                 |                                              | 44.878916°N 19.770754°E / 44.878916, 19.770754 | Хртковци                  |                 | Рума              | С. МИТРОВИЦА   |
| СК 1313 | Српска православна црква Св. арханђела Гаврила у Великим Радинцима               | Српска православна црква Св. арханђела Гаврила у Великим Радинцима               |                                              | 45.045829°N 19.67721°E / 45.045829, 19.67721   | Велики Радинци            |                 | Сремска Митровица | С. МИТРОВИЦА   |
| СК 1314 | Српска православна црква Св. арханђела Михајла у Гргуревцима                     | Српска православна црква Св. арханђела Михајла у Гргуревцима                     |                                              | 45.105016°N 19.644175°E / 45.105016, 19.644175 | Гргуревци                 |                 | Сремска Митровица | С. МИТРОВИЦА   |
| СК 1315 | Српска православна црква Св. Ђорђа у Дивошу                                      | Српска православна црква Св. Ђорђа у Дивошу                                      |                                              | 45.110241°N 19.509711°E / 45.110241, 19.509711 | Дивош (Сремска Митровица) |                 | Сремска Митровица | С. МИТРОВИЦА   |
| СК 1316 | Српска православна црква Св. Тројице у Засавици                                  | Српска православна црква Св. Тројице у Засавици                                  |                                              |                                                | Засавица I                |                 | Сремска Митровица | С. МИТРОВИЦА   |
| СК 1317 | Српска православна црква Св. Георгија у Јарку                                    | Српска православна црква Св. Георгија у Јарку                                    | Савска                                       | 44.916407°N 19.751033°E / 44.916407, 19.751033 | Јарак (Сремска Митровица) |                 | Сремска Митровица | С. МИТРОВИЦА   |
| СК 1318 | Српска православна црква Св. Кузмана и Дамјана у Кузмину                         | Српска православна црква Св. Кузмана и Дамјана у Кузмину                         | Фрушкогорска                                 | 45.022583°N 19.408826°E / 45.022583, 19.408826 | Кузмин                    |                 | Сремска Митровица | С. МИТРОВИЦА   |
| СК 1319 | Амбар у Кузмину, Савска 94                                                       | Амбар у Кузмину, Савска 94                                                       | Савска 94                                    | 45.015575°N 19.405135°E / 45.015575, 19.405135 | Кузмин                    |                 | Сремска Митровица | С. МИТРОВИЦА   |
| СК 1320 | Амбар у Кузмину, Змај Јовина 57                                                  | Амбар у Кузмину, Змај Јовина 57                                                  | Змај Јовина 57                               | 45.024645°N 19.398011°E / 45.024645, 19.398011 | Кузмин                    |                 | Сремска Митровица | С. МИТРОВИЦА   |
| СК 1321 | Српска православна црква Св. арханђела Гаврила у Лаћарку                         | Српска православна црква Св. арханђела Гаврила у Лаћарку                         | Школска                                      | 44.998917°N 19.566166°E / 44.998917, 19.566166 | Лаћарак                   |                 | Сремска Митровица | С. МИТРОВИЦА   |
| СК 1322 | Амбар у Лаћараку                                                                 | Амбар у Лаћараку                                                                 | Првог новембра 174                           | 44.997506°N 19.56475°E / 44.997506, 19.56475   | Лаћарак                   |                 | Сремска Митровица | С. МИТРОВИЦА   |
| СК 1323 | Српска православна црква Св. Георгија у Лежимиру                                 | Српска православна црква Св. Георгија у Лежимиру                                 | Маршала Тита                                 | 45.124413°N 19.570467°E / 45.124413, 19.570467 | Лежимир                   |                 | Сремска Митровица | С. МИТРОВИЦА   |
| СК 1324 | Сеоска кућа у Лежимиру                                                           | Сеоска кућа у Лежимиру                                                           | Пинкијева 27                                 | 45.124073°N 19.569417°E / 45.124073, 19.569417 | Лежимир                   |                 | Сремска Митровица | С. МИТРОВИЦА   |
| СК 1325 | Српска православна црква Св. Георгија у Манђелосу                                | Српска православна црква Св. Георгија у Манђелосу                                |                                              | 45.083873°N 19.594979°E / 45.083873, 19.594979 | Манђелос                  |                 | Сремска Митровица | С. МИТРОВИЦА   |
| СК 1326 | Српска православна црква Св. Николе у Мартинцима                                 | Српска православна црква Св. Николе у Мартинцима                                 | Савска                                       | 45.008407°N 19.463298°E / 45.008407, 19.463298 | Мартинци                  |                 | Сремска Митровица | С. МИТРОВИЦА   |
| СК 1327 | Римокатоличка црква Св. Димитрија у Сремској Митровици                           | Римокатоличка црква Св. Димитрија у Сремској Митровици                           | Св. Димитрија                                | 44.96961°N 19.611531°E / 44.96961, 19.611531   | Сремска Митровица         |                 | Сремска Митровица | С. МИТРОВИЦА   |
| СК 1328 | Стара болница у Сремској Митровици                                               | Стара болница у Сремској Митровици                                               | Стари шор 65                                 | 44.972538°N 19.606395°E / 44.972538, 19.606395 | Сремска Митровица         |                 | Сремска Митровица | С. МИТРОВИЦА   |
| СК 1329 | Војнограничарска зграда у Сремској Митровици                                     | Војнограничарска зграда у Сремској Митровици                                     | Трг Св. Димитрија 10                         | 44.96966°N 19.611019°E / 44.96966, 19.611019   | Сремска Митровица         |                 | Сремска Митровица | С. МИТРОВИЦА   |
| СК 1330 | Житни магацин на Сави-Војарна                                                    | Житни магацин на Сави-Војарна                                                    | Булевар Константина Великог                  | 44.973315°N 19.599378°E / 44.973315, 19.599378 | Сремска Митровица         |                 | Сремска Митровица | С. МИТРОВИЦА   |
| СК 1331 | Зграда Главне страже у Сремској Митровици                                        | Зграда Главне страже у Сремској Митровици                                        | Вука Караџића 10                             | 44.967128°N 19.609039°E / 44.967128, 19.609039 | Сремска Митровица         |                 | Сремска Митровица | С. МИТРОВИЦА   |
| СК 1332 | Кућа у Лењиновој бр. 51 у Сремској Митровици                                     | Кућа у Лењиновој бр. 51 у Сремској Митровици                                     | Лењинова 51                                  |                                                | Сремска Митровица         |                 | Сремска Митровица | С. МИТРОВИЦА   |
| СК 1333 | Родна кућа Илариона Руварца у Сремској Митровици                                 | Родна кућа Илариона Руварца у Сремској Митровици                                 |                                              |                                                | Сремска Митровица         |                 | Сремска Митровица | С. МИТРОВИЦА   |
| СК 1334 | Српска православна црква Сошествија Св. Духа у Шашинцима                         | Српска православна црква Сошествија Св. Духа у Шашинцима                         |                                              | 44.968836°N 19.743112°E / 44.968836, 19.743112 | Шашинци                   |                 | Сремска Митровица | С. МИТРОВИЦА   |
| СК 1335 | Српска православна црква Св. Николе у Шуљму                                      | Српска православна црква Св. Николе у Шуљму                                      |                                              | 45.088566°N 19.671404°E / 45.088566, 19.671404 | Шуљам                     |                 | Сремска Митровица | С. МИТРОВИЦА   |
| СК 1336 | Пошаљи фотографију                                                               | Сеоска кућа у Војци                                                              | Маршала Тита 41                              |                                                | Војка                     |                 | Стара Пазова      | С. МИТРОВИЦА   |
| СК 1337 | Српска православна црква Ваведења у Голубинцима                                  | Српска православна црква Ваведења у Голубинцима                                  |                                              | 44.983651°N 20.065967°E / 44.983651, 20.065967 | Голубинци                 |                 | Стара Пазова      | С. МИТРОВИЦА   |
| СК 1338 | Дворац „Шлос“                                                                    | Дворац „Шлос“                                                                    | Марадичка                                    | 44.985722°N 20.0635°E / 44.985722, 20.0635     | Голубинци                 |                 | Стара Пазова      | С. МИТРОВИЦА   |
| СК 1339 | Српска православна црква Благовести у Крњешевцима                                | Српска православна црква Благовести у Крњешевцима                                |                                              | 44.889559°N 20.138592°E / 44.889559, 20.138592 | Крњешевци                 |                 | Стара Пазова      | С. МИТРОВИЦА   |
| СК 1340 | Римокатоличка црква Света Марија у Новим Бановцима                               | Римокатоличка црква Света Марија у Новим Бановцима                               |                                              | 44.950844°N 20.28726°E / 44.950844, 20.28726   | Нови Бановци              |                 | Стара Пазова      | С. МИТРОВИЦА   |
| СК 1341 | Кућа у Новим Бановцима                                                           | Кућа у Новим Бановцима                                                           | Маршала Тита 63                              |                                                | Нови Бановци              |                 | Стара Пазова      | С. МИТРОВИЦА   |
| СК 1342 | Евангелистичка црква у Старој Пазови                                             | Евангелистичка црква у Старој Пазови                                             |                                              | 44.984308°N 20.158474°E / 44.984308, 20.158474 | Стара Пазова              |                 | Стара Пазова      | С. МИТРОВИЦА   |
| СК 1343 | Зграда штедионице велепоседника Николе Петровића                                 | Зграда штедионице велепоседника Николе Петровића                                 | Улица ЈНА 1                                  |                                                | Стара Пазова              |                 | Стара Пазова      | С. МИТРОВИЦА   |
| СК 1344 | Зграда хотела „Срем“ у Старој Пазови                                             | Зграда хотела „Срем“ у Старој Пазови                                             | Улица ЈНА 2                                  |                                                | Стара Пазова              |                 | Стара Пазова      | С. МИТРОВИЦА   |
| СК 1345 | Српска православна црква Светог Николе у Старим Бановцима                        | Српска православна црква Светог Николе у Старим Бановцима                        |                                              | 44.986269°N 20.286833°E / 44.986269, 20.286833 | Стари Бановци             |                 | Стара Пазова      | С. МИТРОВИЦА   |
| СК 1346 | Српска православна црква Светог Николе у Бачинцима                               | Српска православна црква Светог Николе у Бачинцима                               |                                              | 45.081733°N 19.308545°E / 45.081733, 19.308545 | Бачинци                   |                 | Шид               | С. МИТРОВИЦА   |
| СК 1347 | Пошаљи фотографију                                                               | Беркасово (тврђава)                                                              |                                              |                                                | Беркасово                 |                 | Шид               | С. МИТРОВИЦА   |
| СК 1348 | Српска православна црква Светих Петра и Павла у Беркасову                        | Српска православна црква Светих Петра и Павла у Беркасову                        |                                              | 45.150274°N 19.263742°E / 45.150274, 19.263742 | Беркасово                 |                 | Шид               | С. МИТРОВИЦА   |
| СК 1349 | Пошаљи фотографију                                                               | Амбар у Гибарцу, Маршала Тита 7                                                  | Маршала Тита 7                               |                                                | Гибарац                   |                 | Шид               | С. МИТРОВИЦА   |
| СК 1350 | Пошаљи фотографију                                                               | Амбар у Гибарцу, Маршала Тита 42                                                 | Маршала Тита 42                              |                                                | Гибарац                   |                 | Шид               | С. МИТРОВИЦА   |
| СК 1351 | Српска православна црква Светог Николе у Ердевику                                | Српска православна црква Светог Николе у Ердевику                                |                                              |                                                | Ердевик                   |                 | Шид               | С. МИТРОВИЦА   |
| СК 1352 | Римокатоличка црква Светог Михајла у Ердевику                                    | Римокатоличка црква Светог Михајла у Ердевику                                    |                                              |                                                | Ердевик                   |                 | Шид               | С. МИТРОВИЦА   |
| СК 1353 | Римокатоличка црква Светог Тројства у Кукујевцима                                | Римокатоличка црква Светог Тројства у Кукујевцима                                |                                              |                                                | Кукујевци                 |                 | Шид               | С. МИТРОВИЦА   |
| СК 1354 | Сеоска кућа у Љуби                                                               | Сеоска кућа у Љуби                                                               | Улица ЈНА 5                                  | 45.154783°N 19.39076°E / 45.154783, 19.39076   | Љуба (Шид)                |                 | Шид               | С. МИТРОВИЦА   |
| СК 1355 | Тврђава Моровић                                                                  | Тврђава Моровић                                                                  |                                              | 45.006731°N 19.217595°E / 45.006731, 19.217595 | Моровић                   |                 | Шид               | С. МИТРОВИЦА   |
| СК 1356 | Римокатоличка црква Свете Марије у Моровићу                                      | Римокатоличка црква Свете Марије у Моровићу                                      |                                              | 45.017228°N 19.227831°E / 45.017228, 19.227831 | Моровић                   |                 | Шид               | С. МИТРОВИЦА   |
| СК 1357 | Српска православна црква Светог Николе у Шиду                                    | Српска православна црква Светог Николе у Шиду                                    |                                              | 45.127517°N 19.227809°E / 45.127517, 19.227809 | Шид                       |                 | Шид               | С. МИТРОВИЦА   |
| СК 1358 | Руски двор у Шиду                                                                | Руски двор у Шиду                                                                |                                              | 45.135684°N 19.23382°E / 45.135684, 19.23382   | Шид                       |                 | Шид               | С. МИТРОВИЦА   |
| СК 1359 | Кућа Саве Шумановића у Шиду                                                      | Кућа Саве Шумановића у Шиду                                                      | Саве Шумановића 4                            | 45.127347°N 19.230317°E / 45.127347, 19.230317 | Шид                       |                 | Шид               | С. МИТРОВИЦА   |
| СК 1360 | Галерија слика „Сава Шумановић“                                                  | Галерија слика „Сава Шумановић“                                                  | Светог Саве 7                                | 45.127858°N 19.22706°E / 45.127858, 19.22706   | Шид                       |                 | Шид               | С. МИТРОВИЦА   |
| СК 1361 | Пошаљи фотографију                                                               | Вајат у Шиду                                                                     | Змај Јовина 27                               | 45.129897°N 19.230274°E / 45.129897, 19.230274 | Шид                       |                 | Шид               | С. МИТРОВИЦА   |
| СК 1362 | Римокатоличка црква Светог Ивана Непомука                                        | Римокатоличка црква Светог Ивана Непомука                                        |                                              | 45.102146°N 19.262798°E / 45.102146, 19.262798 | Гибарац                   |                 | Шид               | С. МИТРОВИЦА   |
| СК 1363 | Српска православна црква Светог Димитрија у Љуби                                 | Српска православна црква Светог Димитрија у Љуби                                 |                                              |                                                | Љуба                      |                 | Шид               | С. МИТРОВИЦА   |
| СК 1364 | Српска православна црква Свете Богородице у Моровићу                             | Српска православна црква Свете Богородице у Моровићу                             |                                              | 45.008119°N 19.218262°E / 45.008119, 19.218262 | Моровић                   |                 | Шид               | С. МИТРОВИЦА   |
| СК 1365 | Римокатоличка црква Свете Катарине у Соту                                        | Римокатоличка црква Свете Катарине у Соту                                        |                                              |                                                | Сот                       |                 | Шид               | С. МИТРОВИЦА   |
| СК 1450 | Црква Св. Димитрија у Сремској Митровици                                         | Црква Св. Димитрија у Сремској Митровици                                         |                                              |                                                | Сремска Митровица         |                 | Сремска Митровица | С. МИТРОВИЦА   |
| СК 1451 | Црква Свeтог арханђела Гаврила у Моловину                                        | Црква Свeтог арханђела Гаврила у Моловину                                        |                                              | 45.1824°N 19.313051°E / 45.1824, 19.313051     | Моловин                   |                 | Шид               | С. МИТРОВИЦА   |
| СК 1452 | Зграда СУП-а у Сремској Митровици                                                | Зграда СУП-а у Сремској Митровици                                                | Трг Ћире Милекића 1                          | 44.968404°N 19.608463°E / 44.968404, 19.608463 | Сремска Митровица         |                 | Сремска Митровица | С. МИТРОВИЦА   |
| СК 1550 | Пошаљи фотографију                                                               | Кућа у Иригу                                                                     | Пеке Дапчевића 60                            |                                                | Ириг                      |                 | Ириг              | С. МИТРОВИЦА   |
| СК 1551 | Пошаљи фотографију                                                               | Кућа Радована Ранковића у Сремским Михаљевцима                                   |                                              |                                                | Сремски Михаљевци         |                 | Пећинци           | С. МИТРОВИЦА   |
| СК 1552 | Кућа у Батровцима                                                                | Кућа у Батровцима                                                                | Лоле Рибара 21                               | 45.052757°N 19.124921°E / 45.052757, 19.124921 | Батровци                  |                 | Шид               | С. МИТРОВИЦА   |
| СК 1553 | Кућа у Старој Пазови                                                             | Кућа у Старој Пазови                                                             | Хероја Чмелика 46                            | 44.986019°N 20.14785°E / 44.986019, 20.14785   | Стара Пазова              |                 | Стара Пазова      | С. МИТРОВИЦА   |
| СК 1554 | Кућа Ранислава Ивановића                                                         | Кућа Ранислава Ивановића                                                         | Железничка 37 (нови број 43)                 | 45.004865°N 19.822382°E / 45.004865, 19.822382 | Рума                      |                 | Рума              | С. МИТРОВИЦА   |
| СК 1555 | Седиште бригаде                                                                  | Седиште бригаде                                                                  | Вука Караџића 3                              | 44.967398°N 19.608973°E / 44.967398, 19.608973 | Сремска Митровица         |                 | Сремска Митровица | С. МИТРОВИЦА   |
| СК 1556 | Кућа у Ул. Вука Караџића 10                                                      | Кућа у Ул. Вука Караџића 10                                                      | Вука Караџића 10                             | 44.967536°N 19.605585°E / 44.967536, 19.605585 | Сремска Митровица         |                 | Сремска Митровица | С. МИТРОВИЦА   |
| СК 1557 | Амбар у Шиду, Ул. Моше Пијаде 62                                                 | Амбар у Шиду, Ул. Моше Пијаде 62                                                 | Моше Пијаде 62                               |                                                | Шид                       |                 | Шид               | С. МИТРОВИЦА   |
| СК 1558 | Амбар у Шиду, Ул. Змај Јовиној 62                                                | Амбар у Шиду, Ул. Змај Јовиној 62                                                | Змај Јовина 62                               | 45.131188°N 19.231486°E / 45.131188, 19.231486 | Шид                       |                 | Шид               | С. МИТРОВИЦА   |
| СК 1559 | Пошаљи фотографију                                                               | Штампарија социјалистичке странке у Шиду                                         | Ђуре Салаја 43                               |                                                | Шид                       |                 | Шид               | С. МИТРОВИЦА   |
| СК 1560 | Амбар са котобањом у Сремским Михаљевцима                                        | Амбар са котобањом у Сремским Михаљевцима                                        | Прховачка 70                                 | 44.859185°N 20.037257°E / 44.859185, 20.037257 | Сремски Михаљевци         |                 | Пећинци           | С. МИТРОВИЦА   |
| СК 1561 | Пошаљи фотографију                                                               | Амбар у Мартинцима                                                               | Сремска 121                                  | 45.009325°N 19.475023°E / 45.009325, 19.475023 | Мартинци                  |                 | Сремска Митровица | С. МИТРОВИЦА   |
| СК 1562 | Пошаљи фотографију                                                               | Салаш Бугарских                                                                  | потес Велико Селиште                         |                                                | Суботиште                 |                 | Пећинци           | С. МИТРОВИЦА   |
| СК 1563 | Кућа у Ул. Стјепана Радића 3                                                     | Кућа у Ул. Стјепана Радића 3                                                     | Стјепана Радића 3                            |                                                | Стари Сланкамен           |                 | Инђија            | С. МИТРОВИЦА   |
| СК 1564 | Пошаљи фотографију                                                               | Српска православна црква Св. Николе у Малим Радинцима                            |                                              | 45.02121°N 19.904028°E / 45.02121, 19.904028   | Мали Радинци              |                 | Рума              | С. МИТРОВИЦА   |
| СК 1565 | Кућа Зорице Видаковић                                                            | Кућа Зорице Видаковић                                                            | Слободана Бајића 34                          | 44.906651°N 19.966618°E / 44.906651, 19.966618 | Пећинци                   |                 | Пећинци           | С. МИТРОВИЦА   |
| СК 1566 | Зграда на Тргу народних хероја бр. 4 у Сремској Митровици                        | Зграда на Тргу народних хероја бр. 4 у Сремској Митровици                        | Трг народних хероја 4                        |                                                | Сремска Митровица         |                 | Сремска Митровица | С. МИТРОВИЦА   |
| СК 1567 | Кућа Војновића у Инђији                                                          | Кућа Војновића у Инђији                                                          | Цара Душана 3                                |                                                | Инђија                    |                 | Инђија            | С. МИТРОВИЦА   |
| СК 1568 | Зграда галерије „Лазар Возаревић“ и дечје библиотеке                             | Зграда галерије „Лазар Возаревић“ и дечје библиотеке                             | Вука Караџића                                | 44.96743°N 19.607202°E / 44.96743, 19.607202   | Сремска Митровица         |                 | Сремска Митровица | С. МИТРОВИЦА   |
| СК 1569 | Зграда аматерског позоришта „Добрица Милутиновић“                                | Зграда аматерског позоришта „Добрица Милутиновић“                                | Трг Ћире Милекића бб                         |                                                | Сремска Митровица         |                 | Сремска Митровица | С. МИТРОВИЦА   |
| СК 1570 | Зграда библиотеке „Григорије Возаревић“ и радничког универзитета у Ср. Митровици | Зграда библиотеке „Григорије Возаревић“ и радничког универзитета у Ср. Митровици | угао Ђуре Милекића и шеталишта Вука Караџића | 44.967576°N 19.605569°E / 44.967576, 19.605569 | Сремска Митровица         |                 | Сремска Митровица | С. МИТРОВИЦА   |
| СК 1571 | Српска православна црква Сретења у Новим Карловцима                              | Српска православна црква Сретења у Новим Карловцима                              | Главна                                       | 45.080976°N 20.177243°E / 45.080976, 20.177243 | Нови Карловци             |                 | Инђија            | С. МИТРОВИЦА   |
| СК 1572 | Пошаљи фотографију                                                               | Родна кућа народног хероја Добросава Радосављевића-Народа                        |                                              |                                                | Салаш Ноћајски            |                 | Сремска Митровица | С. МИТРОВИЦА   |
| СК 1573 | Српска православна црква Св. Николе у Сурдуку                                    | Српска православна црква Св. Николе у Сурдуку                                    | Брђанска                                     | 45.070763°N 20.326036°E / 45.070763, 20.326036 | Сурдук                    |                 | Стара Пазова      | С. МИТРОВИЦА   |
| СК 1574 | Пошаљи фотографију                                                               | Амбар у Засавици                                                                 | Александра Марковића 23                      |                                                | Засавица                  |                 | Сремска Митровица | С. МИТРОВИЦА   |
| СК 1575 | Зграда железничке станице и споменик ослобођења                                  | Зграда железничке станице и споменик ослобођења                                  |                                              | 44.982171°N 19.61368°E / 44.982171, 19.61368   | Сремска Митровица         |                 | Сремска Митровица | С. МИТРОВИЦА   |
| СК 1576 | Родна кућа народног хероја Стевана Петровића-Брила                               | Родна кућа народног хероја Стевана Петровића-Брила                               |                                              |                                                | Стејановци                |                 | Рума              | С. МИТРОВИЦА   |
| СК 1577 | Пошаљи фотографију                                                               | Родна кућа народног хероја Вере Мишчевић                                         | Вере Мишчевић 43                             | 45.01644°N 20.321721°E / 45.01644, 20.321721   | Белегиш                   |                 | Стара Пазова      | С. МИТРОВИЦА   |
| СК 1578 | Српска православна црква Св. Николе у Војки                                      | Српска православна црква Св. Николе у Војки                                      | Цара Душана 2                                | 44.935853°N 20.151948°E / 44.935853, 20.151948 | Војка                     |                 | Стара Пазова      | С. МИТРОВИЦА   |
| СК 1579 | Зграда Шумске секције                                                            | Зграда Шумске секције                                                            | Шумска 6                                     |                                                | Огар                      |                 | Пећинци           | С. МИТРОВИЦА   |
| СК 1580 | Амбар у Дечу                                                                     | Амбар у Дечу                                                                     | Ашањска 77                                   |                                                | Деч                       |                 | Пећинци           | С. МИТРОВИЦА   |
| СК 1581 | Пошаљи фотографију                                                               | Кућа Кнежевић Милана                                                             | Пинкијева 18                                 | 45.08596°N 19.594456°E / 45.08596, 19.594456   | Манђелос                  |                 | Сремска Митровица | С. МИТРОВИЦА   |
| СК 1582 | Пошаљи фотографију                                                               | Родна кућа народног хероја Бошка Палковљевића Пинкија                            |                                              |                                                | Манђелос                  |                 | Сремска Митровица | С. МИТРОВИЦА   |
| СК 1583 | Кућа народног хероја Анке Матић-Грозде                                           | Кућа народног хероја Анке Матић-Грозде                                           | Анке Матић 32                                | 45.101654°N 19.854278°E / 45.101654, 19.854278 | Ириг                      |                 | Ириг              | С. МИТРОВИЦА   |
| СК 1693 | Амбар у Беркасову                                                                | Амбар у Беркасову                                                                | Партизанска 102                              | 45.15212°N 19.268602°E / 45.15212, 19.268602   | Беркасово                 |                 | Шид               | С. МИТРОВИЦА   |
| СК 1694 | Споменик стрељаним мештанима села Бешке                                          | Споменик стрељаним мештанима села Бешке                                          |                                              |                                                | Бешка                     |                 | Инђија            | С. МИТРОВИЦА   |
| СК 1695 | Пошаљи фотографију                                                               | Кућа Милене Миросављевић                                                         | Иве Лоле Рибара 61                           | 44.847358°N 19.967017°E / 44.847358, 19.967017 | Суботиште                 |                 | Пећинци           | С. МИТРОВИЦА   |
| СК 1696 | Комплекс школских зграда у Ср. Митровици                                         | Комплекс школских зграда у Ср. Митровици                                         | Св. Саве 2 и 4                               | 44.968521°N 19.610442°E / 44.968521, 19.610442 | Сремска Митровица         |                 | Сремска Митровица | С. МИТРОВИЦА   |
| СК 1697 | Водица-заветна капела посвећена Св. Илији                                        | Водица-заветна капела посвећена Св. Илији                                        |                                              | 44.985654°N 20.170167°E / 44.985654, 20.170167 | Стара Пазова              |                 | Стара Пазова      | С. МИТРОВИЦА   |
| СК 1948 | Амбар са котобањом у Голубинцима, Шимановачки шор 21                             | Амбар са котобањом у Голубинцима, Шимановачки шор 21                             | Шимановачки шор 21                           |                                                | Голубинци                 |                 | Стара Пазова      | С. МИТРОВИЦА   |
| СК 1949 | Старо гробље у Крчедину                                                          | Старо гробље у Крчедину                                                          |                                              |                                                | Крчедин                   |                 | Инђија            | С. МИТРОВИЦА   |
| СК 2231 | Зграда „Касина” у Врднику                                                        | Зграда „Касина” у Врднику                                                        |                                              |                                                | Врдник                    |                 | Ириг              | С. МИТРОВИЦА   |
| СК 2232 | Споменик Слобода                                                                 | Споменик Слобода                                                                 |                                              |                                                | Иришки венац              |                 | Ириг              | С. МИТРОВИЦА   |
| СК 2251 | Дворац Пејачевић                                                                 | Дворац Пејачевић                                                                 |                                              |                                                | Јарковци                  |                 | Инђија            | С. МИТРОВИЦА   |